# Страйк, Алексей
Алексе́й Страйк (настоящее имя Алексей Александрович Юфкин; 11 декабря 1973 года, Солнцево) — российский рок-музыкант, гитарист, композитор и продюсер.

## Биография
Профессиональную творческую деятельность начал в 1991 году в группе «Московское время», в составе которой участвовал в записи альбома «Не верьте тем, кто нас не любит» (1991), позднее играл в группах «Весёлые ребята», «Хит-коктейль». В 1994 году собирает свою группу, которой даёт название «СтрайкЪ», с которой записывает два альбома. В 1999 году становится участником группы «Саботаж», в составе который участвует в записи альбома «Медный бык» (2001).
С 2000 года — участник группы «Мастер». В ней Страйк отыграл более семи лет, писал музыку и тексты к песням, принимал участие в записи альбомов «Классика 1987—2002» (2002), «33 жизни» (2004), «Акустика» (2005) и «По ту сторону сна» (2006), последний из которых является совместным с проектом Маргариты Пушкиной Margenta. Также в 2004 году принимает участие в записи сольного альбома бас-гитариста группы «Мастер» Алика Грановского «Большая прогулка».
Кроме работы в «Мастере» занимался также сольном творчеством (альбомы «Время полной луны» (2006), «Антология в лирике» (2006), «Рождённый под знаком огня» (2009)), а также продюсированием различных музыкальных проектов (женская группа «Вольная стая», альбом «Стая» (2007)).
Из-за творческих разногласий в 2008 году вместе с барабанщиком Александром Карпухиным покидает «Мастер» и вместе с Александром Елиным создают группу Grand Otel. В этом же году начинает сотрудничество с группой Андрея Ковалёва «Пилигрим», в составе которой записывает альбомы «Выбора нет» (2008), «Тризис» (2009), «7,62» (2010), «Марта» (2010). С 2011 года играет в группе Santum и в группе «Артур Беркут». В феврале 2012 года покидает коллектив Артура Беркута.
В конце 2012 года возрождает группу «СтрайкЪ». В 2013 году группа делает ребрендинг и получает название Strike. К составу присоединяются Виктор Anger и Александр Чуков. В таком составе коллектив приступает к записи нового макси-сингла. В 2014 году у группы появились два официальных релиза: «Это не грех» (мини-альбом от группы Strike) и альбом «Voodoo Press», совместная работа с И. Бахом и И. Красновым в проекте SBK.
Весной 2015 года группа Strike выпустила новый мини-альбом «Паранойя», а осенью коллектив записывает новый сингл «Белое небо». Также Страйк выпускает диск «Voodoo Press II», в работе над котором участвуют Дмитрий Горбатиков, Алик Грановский, Артур Осипов и Артём Стыров.
14 февраля 2016 года на лейбле CD-Maximum выходит первый инструментальный альбом Страйка «Вне времени», работа над которым велась более пяти лет. В 2017 году в группе Strike появился новый вокалист Сергей Дербышов с которым музыканты записали альбом «Культ», который вышел в феврале 2019 года.

## Дискография
СтрайкЪ / Strike:
- 1996 — «Strike» (ремастированное переиздание 2009)
- 1997 — «Секс» (ремастированное переиздание 2009)
- 2012 — «2012» (сингл)
- 2014 — «Это не грех» (EP)
- 2015 — «На одной волне» (сингл)
- 2015 — «Паранойя» (EP)
- 2015 — «Белое небо» (сингл)
- 2019 — «Культ»
- 2020 — «На одной волне 2020» (EP)

Мастер:
- 2001 — «Tribute to Harley-Davidson II»
- 2002 — «Недетские гонки» (саундтрек)
- 2002 — «15 лет 1987—2002» (видео кассета)
- 2002 — «Классика 1987—2002» (сборник)
- 2004 — «33 жизни»
- 2005 — «Акустика» (сборник)
- 2006 — «По ту сторону сна»
- 2007 — «33 жизни» (Live 2004) DVD
- 2008 — «XX лет» (Live 2007) DVD

Алик Грановский:
- 2004 — «Большая прогулка»

Сольно:
- 2006 — «Время полной луны»
- 2006 — «Антология в лирике»
- 2009 — «Рождённый под знаком огня»
- 2014 — «SBK — Voodoo Press»
- 2016 — «Вне времени»

Пилигрим:
- 2008 — «Выбора нет»
- 2008 — «Концерт под дождём» (DVD)
- 2009 — «Тризи$» (сингл)
- 2010 — «7,62»
- 2010 — «Марта»

Куприянов:
- 2011 — «50:35»

Артур Беркут:
- 2011 — «Право дано»

Алексеевская площадь:
- 2013 — «Длиннее века»

Воля и разум:
- 2024 — «Воля и разум» (мини-альбом)
- 2024 — «Иди на свет»
- 2024 — «С судьбой попробуй поспорь...» (мини-альбом)

Другое:
- 2001 — «A Tribute to Ария»
- 2011 — «A Tribute to Чёрный Обелиск. XXV»